# Estadi Olímpic de Terrassa
Das Estadi Olímpic de Terrassa (deutsch Olympiastadion von Terrassa) ist ein Fußballstadion in der spanischen Stadt Terrassa, autonome Gemeinschaft Katalonien. Es ist die Heimspielstätte des Fußballclubs Terrassa FC und des American-Football-Teams der Barcelona Dragons. Bis auf die Haupttribüne ist das Stadionrund unüberdacht und bietet 11.500 Plätze. Es war Austragungsort der Feldhockeyturniere der Olympischen Sommerspiele 1992 sowie der Feldhockey-Weltmeisterschaft der Damen 2022.

## Geschichte
Das Stadion wurde am 21. August 1960 nach einem Entwurf des Architekten Josep Bonet eröffnet. Es sollte die örtliche Fußballmannschaft zu beherbergen, deren altes Stadion zu klein geworden war. Das Stadion wurde in einem Sportbereich im Norden der Stadt integriert, der vom Sportverein Club Natació Terrassa verwaltet werden. Neben dem Hauptstadion beherbergte das Gelände einen Feldhockeyplatz sowie eine Aschenbahn.
Für die Austragung der Feldhockeyturniere der Olympischen Spiele 1992 in Barcelona wurde das Gelände umgebaut und in Olympiastadion umbenannt. Das ursprüngliche Fußballfeld wurde durch einen Hockeyfeld ersetzt. Die Leichtathletikbahn wurde als Trainingsplatz gestaltet, und der bereits vorhandene Feldhockeyplatz erhielt eine provisorische Tribüne für 4200 Zuschauer.
Nach den Olympischen Spielen wurde das Hauptstadion ebenso wie der Trainingsplatz zum Fußballplatz umgestaltet, der Hockey-Nebenplatz blieb erhalten.
Zur Feldhockey-Weltmeisterschaft der Damen 2022 wurde die Anlage erheblich modernisiert. Es wurden neue Zugänge gebaut, größere Bildschirme installiert und die Tribünen erneuert.
In der Saison 2023 trugen die Barcelona Dragons ihre Heimspiele der European League of Football (ELF) in Terrassa aus.